# Gustin Gang
Die  Gustin Gang war eine der ersten irischstämmigen Banden von Gangstern während der Prohibition in den Vereinigten Staaten in Boston in den 1910-1930er Jahren. Der Name leitete sich von einem Strassennamen im Süden der Stadt ab.

## Geschichte
Die Bande wurde von Frank Wallace und seinem Bruder Steve Mitte der 1910er Jahre gegründet und sie waren zunächst als „Tailboard Thieves“ bekannt, da sie eine bestimmte Art hatten Lastkraftwagen zu entführen und auszurauben. Später kamen noch die Brüder Steve und Jim Wallace hinzu; die Bande beschäftigte sich auch weiterhin überwiegend mit bewaffneten Raubüberfällen.
Wallace und sein Bruder verbrachten in den 1920er Jahren einige Zeit im Gefängnis, aber auf Grund ihrer politischen Verbindungen blieben sie von vielen und langen Haftstrafen verschont.
Während der Prohibitionszeit sollen sie über einige Boote der Art verfügt haben, die als „Rumrunners“ bezeichnet wurden; d. h. mit ihnen wurde die Blockade der Küstenwache durchbrochen und Alkohol eingeschmuggelt. Außerdem verfügten sie über ein bekanntes Speakeasy, wo sie auch selbst anzutreffen waren.
Sie kooperierten u. a. mit der Bande von Charles „King“ Solomon, einem einflussreichen Mobster der später so genannten Seven Group.
Allerdings hatten sie ihre alten Geschäftstätigkeiten nicht aufgegeben und überfielen weiterhin auch Lastkraftwagen. Diesmal auch solche, welche von anderen Banden zum Transport und Schmuggel eingesetzt wurden, wodurch sie in Konflikt mit anderen Gangstern gerieten. So auch mit der US-amerikanischen Mafia; am 22. Dezember 1931 – nach einem Treffen mit Jo Lombardo, der sich im Norden der Stadt eingerichtet hatte – wurden Frankie Wallace und Bernard „Dodo“ Walsh erschossen.
Danach verflüchtigt sich die Spur der Bande, sie hat aber offenbar noch bis in die 1950er Jahre bestanden, da sich der Mafioso Raymond Patriarca zu dieser Zeit mit ihr und anderen irischen Banden im Konflikt befand.